# ウプサラ
ウプサラ（Uppsala、[ˈɵpːˈsɑːla] ( 音声ファイル)、ウップサーラ）は、スウェーデン中部の都市で、ウプサラ県の県都である。2019年現在の人口は177,074人で、スウェーデン第4位。北欧で最古の大学として知られるウプサラ大学が立地する。

## 地勢・産業
ストックホルムの約70 km北、ストックホルム-アーランダ空港の約35 km北に位置し、ストックホルムからは電車で45分間程度で到着する。フューリソン川河畔の大学街。19世紀後半より鉄道の敷設が進んだことで、工業も発展した。
1950年にはスウェーデンを代表する製薬会社だったファルマシアがウプサラに移転し、ウプサラ大学との共同研究により成長を遂げた。1995年のアップジョンとの合併、2000年のモンサントとの合併、そして2003年のファイザーによる買収にともないウプサラにおける拠点は縮小したが、ファルマシアを源流とするGEヘルスケア バイオサイエンスを始めとして、多くの生命科学企業が現在もウプサラで活動している。
また、MySQL ABはウプサラを本社としている（現在は両本社制で、アメリカのクパチーノにも本社を構える）。

## 歴史

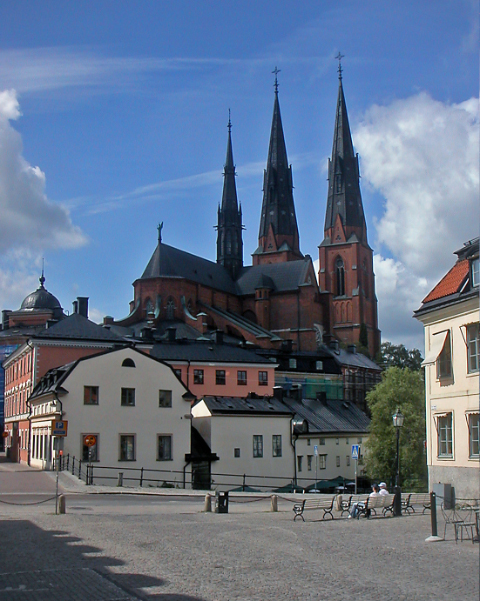
大聖堂

現在の街の中心から5 kmほど北方の郊外に、ガムラ・ウプサラ（古ウプサラ）があり、そこには先史時代の遺跡が存在し、王の墳墓が残されている。中世初期、北欧各地でキリスト教化が進む中でも、ガムラ・ウプサラは異教の伝統を保ち続け、11世紀頃までスウェーデン王を司祭とした大犠牲祭が行われていた。しかし12世紀には、キリスト教化が完了し、ガムラ・ウプサラにキリスト教の教会が建てられた。
現在のウプサラ市が発展する契機となったのは、この場所が交易活動の拠点であったことと、1245年にガムラ・ウプサラの大聖堂が焼失したため、この地に大聖堂が移転して建設が始まったことが挙げられる。1435年に大聖堂は完成した。1471年、ウプサラ大学が建てられ（講義開始は1477年）、聖職者育成などに努めた。16世紀半ば、グスタフ1世によってウプサラ城が建てられた。また、1672年まで歴代のスウェーデン君主の戴冠式はウプサラで行われた。1702年の大火で街は深刻な打撃を受け、大聖堂の2本の尖塔も消失してしまったが、大聖堂も含めて街はその後復興を果たした。19世紀後半より、ウプサラと他都市を結ぶ鉄道の開通によって工業化も進んだ。

## 文化

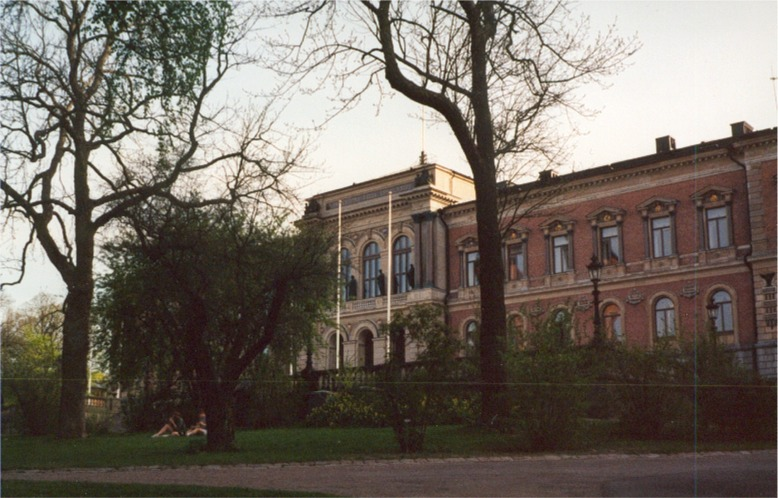
ウプサラ大学

北欧最古の大学であるウプサラ大学が置かれる。コペンハーゲン大学（1479年成立）より8年早い1471年に建てられ、1477年より講義が開始された。16世紀に宗教改革の混乱の中で一時閉鎖されたものの、同世紀末に再建された。1622年にグスタフ2世アドルフによって建てられたグスタビアヌムは、スウェーデンの古代から中世の歴史などを示す博物館として利用されている。

## 主要な出身者
アクセル・オクセンシェルナ （17世紀のスウェーデン宰相、摂政）
ウプサラ近郊で生まれた。グスタフ2世アドルフ、クリスティーナといった歴代国王を補佐し、「バルト帝国」とも称されるスウェーデンの大国時代を創出させた。
アンデルス・セルシウス （18世紀の天文学者）
ウプサラで生まれ、ウプサラ大学で天文学の教授を務めた。オーロラを観測、フランス王立科学アカデミーによる子午線弧長の測定に参加、ウプサラ天文台を設立。セルシウス度を考案した。
ダグ・ハマーショルド （第2代国連事務総長）
ウプサラで生まれた。国連事務総長として、紛争解決のために積極的に活動。1961年、コンゴ動乱の収拾のためコンゴへ向かう途中、飛行機が墜落、死去した。遺体はウプサラに埋葬されている。
イングマール・ベルイマン （映画監督、脚本家、演出家）
ウプサラで生まれた。20世紀を代表する映画監督の1人である。『第七の封印』、『野いちご』、『沈黙』などの作品で知られる。

### ウプサラ大学出身者

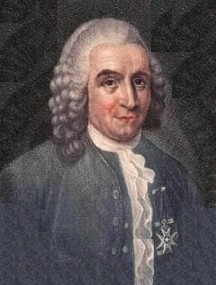
リンネ

カール・フォン・リンネ （18世紀の博物学者）
ウプサラ大学で植物学の教授を務めた。二名法という分類法で有名。ウプサラの街にはリンネ博物館があり、植物標本や庭園が展示されている。
アンデルス・オングストローム （19世紀の物理学者）
ウプサラ大学を卒業した彼は、1858年よりウプサラ大学の教授を務めた。スペクトルの研究などで知られ、オングストロームという単位に彼の名が残されている。
ヨハン・アウグスト・ストリンドベリ （19世紀から20世紀初頭の劇作家、文学者）
5年間に渡ってウプサラ大学で学んだ。「父」や「令嬢ジュリー」などの戯曲がよく知られている。
スヴェン・ヘディン （19世紀後半から20世紀前半の探検家、考古学者）
ロプノール、楼蘭への到達などで知られる探検家。ウプサラ大学で学んだ。

### 日本とゆかりのある人物
三遊亭好青年
ウプサラ出身で、五代目円楽一門会所属の落語家。
エリック・リボム
ウプサラを拠点として活動する音楽プロデューサー。嵐や安室奈美恵、倉木麻衣をはじめ多くのJ-POP楽曲を手掛ける。